# إيدي فورنيس
إيدي فورنيس (بالإنجليزية: Eddy Furniss)‏ هو لاعب كرة قاعدة أمريكي، ولد في 18 سبتمبر 1975 في ناكوغدوشس في الولايات المتحدة.

## وصلات خارجية
- إيدي فورنيس على موقعبيزبول رفرنس.كوم (الدوري الثانوي) (الإنجليزية)
- إيدي فورنيس على موقع قاعة لويزيانا للمشاهير الرياضية (الإنجليزية)